# Élections législatives de 1978 en Lozère
Les élections législatives françaises de 1978 se déroulent le 12 mars 1978. Dans le département de la Lozère, deux députés sont à élire dans le cadre de deux circonscriptions.

## Élus
| Circonscription | Député sortant | Parti | Parti | Député élu ou réélu | Parti | Parti    |
| --------------- | -------------- | ----- | ----- | ------------------- | ----- | -------- |
| 1re             | Pierre Couderc |       | RI    | Pierre Couderc      |       | UDF (PR) |
| 2e              | Jacques Blanc  |       | RI    | Jacques Blanc       |       | UDF (PR) |

## Résultats

### Résultats à l'échelle du département
|                | Union pour la démocratie française | 26 226 | 56,64  | 2 |  |  |
|                | Divers droite                      | 1 301  | 2,81   | 0 |  |  |
|                | Rassemblement pour la République   | 1 161  | 2,51   | 0 |  |  |
|                | Majorité présidentielle            | 28 688 | 61,96  | 2 |  |  |
|                |                                    |        |        |   |  |  |
|                | Parti socialiste                   | 12 317 | 26,60  | 0 |  |  |
|                | Parti communiste français          | 3 889  | 8,40   | 0 |  |  |
|                | Union de la gauche                 | 16 206 | 35,00  | 0 |  |  |
|                |                                    |        |        |   |  |  |
|                | Lutte ouvrière                     | 712    | 1,54   | 0 |  |  |
|                | Parti socialiste unifié            | 698    | 1,51   | 0 |  |  |
|                |                                    |        |        |   |  |  |
| Inscrits       | Inscrits                           | 57 170 | 100,00 | 3 |  |  |
| Abstentions    | Abstentions                        | 9 972  | 17,44  |   |  |  |
| Votants        | Votants                            | 47 198 | 82,56  |   |  |  |
| Blancs et nuls | Blancs et nuls                     | 894    | 1,89   |   |  |  |
| Exprimés       | Exprimés                           | 46 304 | 98,11  |   |  |  |

### Résultats par circonscription

#### Première circonscription (Mende)
|                | Pierre Couderc sortant réélu | UDF (PR)       | 12 488 | 51,56  |  |  |  |
|                | Raymond Fabre                | PS             | 6 754  | 27,89  |  |  |  |
|                | Jacques Fourré               | PCF            | 2 656  | 10,97  |  |  |  |
|                | Jacques Barbot               | Divers droite  | 1 301  | 5,37   |  |  |  |
|                | Claudette Pantel             | PSU (FA)       | 698    | 2,88   |  |  |  |
|                | Serge Defosse                | LO             | 323    | 1,33   |  |  |  |
|                |                              |                |        |        |  |  |  |
| Inscrits       | Inscrits                     | Inscrits       | 31 207 | 100,00 |  |  |  |
| Abstentions    | Abstentions                  | Abstentions    | 6 303  | 20,2   |  |  |  |
| Votants        | Votants                      | Votants        | 24 904 | 79,8   |  |  |  |
| Blancs et nuls | Blancs et nuls               | Blancs et nuls | 684    | 2,75   |  |  |  |
| Exprimés       | Exprimés                     | Exprimés       | 24 220 | 97,25  |  |  |  |

#### Deuxième circonscription (Marvejols)
|                | Jacques Blanc sortant réélu | UDF (PR)       | 13 738 | 62,21  |  |  |  |
|                | Gilbert de Chambrun         | PS             | 5 563  | 25,19  |  |  |  |
|                | Guy Galvier                 | PCF            | 1 233  | 5,58   |  |  |  |
|                | Jean-Marie Bodo             | RPR            | 1 161  | 5,26   |  |  |  |
|                | Sylvie Burte                | LO             | 389    | 1,76   |  |  |  |
|                |                             |                |        |        |  |  |  |
| Inscrits       | Inscrits                    | Inscrits       | 25 963 | 100,00 |  |  |  |
| Abstentions    | Abstentions                 | Abstentions    | 3 669  | 14,13  |  |  |  |
| Votants        | Votants                     | Votants        | 22 294 | 85,87  |  |  |  |
| Blancs et nuls | Blancs et nuls              | Blancs et nuls | 210    | 0,94   |  |  |  |
| Exprimés       | Exprimés                    | Exprimés       | 22 084 | 99,06  |  |  |  |